# 크리텐덴 타협
크리텐덴 타협(Crittenden Compromise)은 미국의 켄터키주 상원 의원 존 J. 크리텐덴이 1860년 12월 18일 도입하였으나 승인을 받지 못한 타협안이다. 미국의 노예주들이 미국으로부터 탈퇴하게 만들었던 불만들을 기술(記述)함으로써, 1860년부터 1861년에 이르는 미국의 남부 11주 탈퇴 위기를 해결하는 것이 목적이었다.
이 타협안에는 6개의 헌법 수정안들과 4개의 의회 결의안들이 제시되었다. 북위 36˚ 30' 이남에는 노예 제도를 허용하고 이북에서는 금지하는 것을 규정하는 항목들이 포함되었다. 크리텐덴은 12월 18일 이 법안을 들여왔다. 12월 31일에 테이블 위에 올랐으나 미국 하원과 미국 상원 모두 크리텐덴의 제안을 거절하였다. 1861년 2월 이 제안은 다시 한번 논의되기도 했다.

## 같이 보기
- 미주리 타협